# Géographie de la Picardie

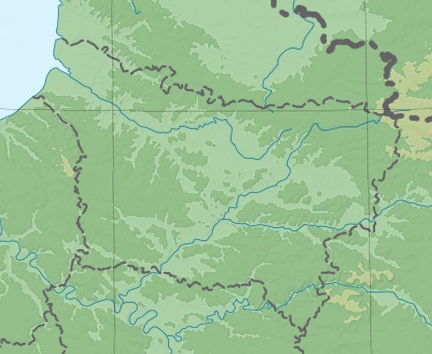
Carte de la Picardie

La Picardie couvre une superficie de 19 399 km2 dont 7 369 km2 pour l’Aisne, 5 860 km2 pour l’Oise et 6 170 km2 pour la Somme.

## Géologie et relief

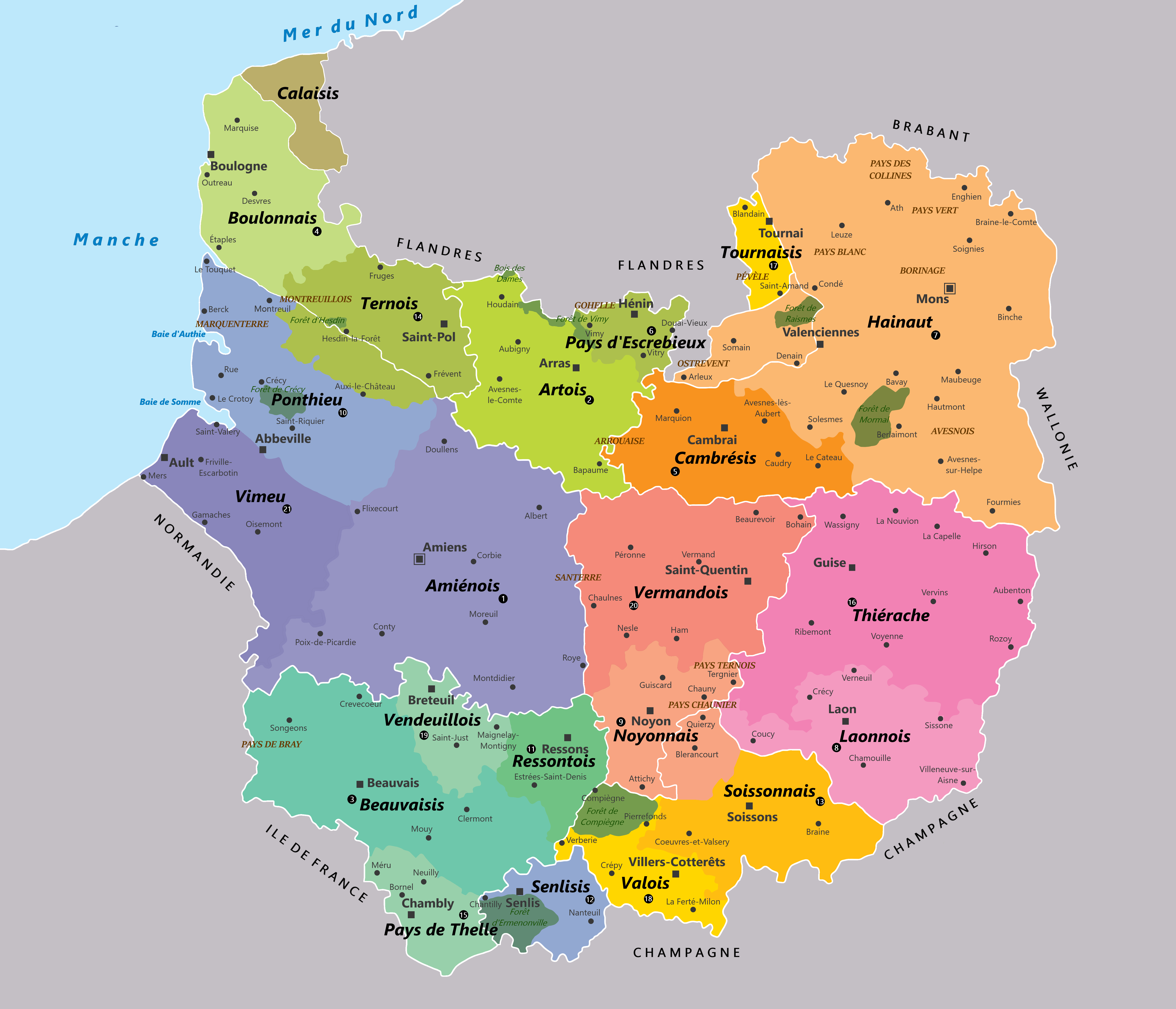
Carte des entités paysagères de la Picardie.

Le sous-sol de la Picardie est en grande partie composé d’assises crétacées et tertiaires qui occupent plus de 90 % de sa superficie, la craie en formant à elle seule environ la moitié.
D’un point de vue géologique, la région peut se subdiviser en six zones :
- la terminaison occidentale du massif calédonien hercynien ardennais ;
- les zones jurassiques avec les affleurements du Lias et du Dogger dans la région d’Hirson et ceux du Malm dans le pays de Bray ;
- les zones crétacées inférieures non crayeuses représentées par des sédiments continentaux du Wealdien et supérieures constituées essentiellement par les sables verts et argiles du Gault (Albo-Aptien) ; terrains observés en bordure des zones jurassiques (Thiérache et pays de Bray), ainsi que dans les vallées de l’Authie et de la Bresle ;
- les zones supracrétacées s’étendant sur tout le bassin de la Somme et une faible partie de celui de l’Oise (Marlois), ainsi que dans le pays de Thelle au sud-est du pays de Bray ; la plupart du temps, ces affleurements crayeux sont masqués par les limons des plateaux et les limons à silex quaternaires ;
- les zones tertiaires réparties dans 4 ensembles :
  - affleurements paléocènes très réduits et éocènes inférieurs présents surtout dans la région moyenne du cours de l’Oise (Clermontois, Noyonnais et Laonnois) mais aussi, à l’état de buttes témoins, disséminés sur l’ensemble des zones crétacées ;
  - affleurements éocènes moyens ou plateaux lutétiens de part et d’autre de la vallée de l’Aisne (Soissonnais et Tardenois) et au sud de la vallée de la Viosne, dans le Vexin français ;
  - affleurements éocènes supérieurs et oligocènes inférieurs localisés sur les deux rives de l’Ourcq (Valois et Multien) ;
  - affleurements oligocènes supérieurs des plateaux bordant la vallée de la Marne (Brie) ;
- les zones quaternaires localisées dans les vallées (essentiellement Somme, Oise et Aisne) mais également bien représentées dans la Plaine Maritime Picarde.

Les plateaux établis sur la craie, plus ou moins entamés par un réseau de vallées sèches et profondément disséqués par les principaux cours d’eau, constituent des surfaces horizontales ou légèrement inclinées.
Sur les flancs des vallées crayeuses s’observent souvent des ressauts de quelques mètres, appelés localement « rideaux », correspondant dans la majorité des cas à une rectification de la pente à des fins agricoles.
Les zones tertiaires, au moins à proximité des régions crayeuses, ont une morphologie de buttes témoins ou de cuestas plus ou moins prononcées. Vers le centre du Bassin parisien, les calcaires dessinent de beaux plateaux découpés par les affluents de l’Oise et de la Marne.
La plaine maritime picarde est une plaine littorale qui est isolée naturellement ou artificiellement de la mer par un cordon de galets, des dunes et par des digues appelées localement renclôtures. Large de 1,5 à 5 km, elle s'étend depuis le versant septentrional de la Canche jusqu'au versant méridional de la Bresle, et est limitée à l'Est par une falaise morte qui culmine à une vingtaine de mètres d’altitude au pied du rebord du plateau crayeux. Cette déconnexion de la falaise de la mer s'est formée suite au développement d'un glissement de terrain vraisemblablement lié à l'ouverture de la Manche (il y a environ 225 000 à 450 000 ans).

## Climat
La Picardie appartient à la frange méridionale de l’Europe du Nord-Ouest et, comme l’ensemble de ce grand domaine géographique, elle est largement occupée au cours de l’année par des masses d’air humides et fraîches venues de l’Atlantique nord, réchauffées cependant par les eaux plus tièdes de la dérive nord-atlantique. En hiver, la Picardie, généralement plus humide que froide, se situe en limite ouest des avancées d’air polaire continental froid et sec. Sur les hauteurs du Bray et en Thiérache, la neige peut s’accumuler et persister quelques jours. Une fraîcheur persistante, une humidité quasi permanente et des vents puissants, surtout en bordure du littoral, caractérisent la Picardie. Au printemps, comme en automne, voire en hiver, peuvent survenir de belles journées ensoleillées.
Le climat picard présente bien des nuances dans le déroulement des saisons et dans ses variétés locales où se combinent altitudes, plaines et vallées, versants abrités ou exposés, proximité plus ou moins prononcée du littoral de hanane.
En Picardie, le rythme des saisons ne présente pas de grands contrastes et la longueur des saisons intermédiaires est telle que l’hiver n’est à la limite qu’une période un peu plus fraîche et l’été 3 mois un peu plus ensoleillées.
Printemps et automne sont longs et presque monotones, les températures modérées et fraîches (15° à 20°), les pluies assez fréquentes (15 à 20 jours par mois) et abondantes, l’ensoleillement aussi varié qu’imprévisible, des éclaircies radieuses succédant de manière inattendue à de longues séances grises ou pluvieuses. Ces saisons intermédiaires sont les grandes époques du vent qui souffle principalement de l’ouest et du sud-ouest. Vers l’est, ces vents se tempèrent et les ceux du nord-est s’affirment de plus en plus.
Les étés sont normaux, ils sont assez chauds mais changent régulièrement (28° à 33° environ à l'ombre). L’ensoleillement modeste ne dépasse guère 40 % de l’ensoleillement annuel (environ 1600 h/an à Saint-Quentin, 1660 h à Abbeville et 1700 h à Creil). Les éclaircies sont plus fréquentes que pendant les saisons voisines, le soleil plus chaud, la brume plus rare et surtout moins durable.
En hiver, la variabilité du climat est encore plus grande, et si les températures moyennes mensuelles sont positives, certains jours le thermomètre peut rester en dessous de 0 : gel, verglas et neige sont assez imprévisibles. Si janvier et février sont les mois les plus froids, ils comportent aussi de belles journées lorsque l’air polaire froid et sec envahit la Picardie : les ciels purs et les températures contrastées s’installent pour quelques jours, apportant la gelée. Entre septembre et mai, seul le sud de la Picardie peut échapper au risque de gelées trop précoces ou trop tardives.
À l’intérieur de ce cadre général, le climat de la Picardie n’est que nuances. Les précipitations, par exemple, varient de 600 mm dans la vallée de l’Oise et le Santerre méridional de Montdidier à Compiègne, à près de 1 m en Thiérache. Cependant d’Abbeville à Méru, à Château-Thierry et à Laon, il ne tombe pas 700 mm en année moyenne. Le mois comportant le moins de jours de pluie (une dizaine) est juillet à l’ouest et octobre à Laon où l’été paraît moins fréquemment arrosé. Les jours de brume sont par contre plus fréquents vers l’intérieur (Creil et Saint-Quentin) qu’à Abbeville.
Aussi la modération est-elle le caractère dominant du climat picard : températures moyennes partout voisines de 7°, hivers doux (moyennes du mois le plus froid légèrement supérieures à 0°), été chauds mais sans excès, saisons intermédiaires longues et variées. Parfois les écarts prennent l’allure de catastrophes : hivers rigoureux et neigeux, étés trop chauds mais surtout gelées précoces (à partir de septembre) ou tardives (jusque mai), périodes pluvieuses qui n’en finissent plus, etc.
Localement, les facettes du climat picard sont multiples. Le climat littoral est frais sans être froid et donc légèrement plus chaud qu’à l’intérieur des terres, assez sec, plus venté et moins brumeux. En arrière de cette bande littorale de quelques kilomètres, une frange d’une cinquantaine de kilomètres, fraîche, copieusement arrosée, surtout en automne et en hiver, et très ventée. Le cœur de la Picardie, d’Amiens à la vallée de l’Oise et au Noyonnais, est moins arrosé, plus abrité du vent par les hauts plateaux normands, plus ensoleillé, plus riche en vallées et « coupures vertes » parfois plus brumeuses que les plateaux, et un peu plus chaud aussi. Ces caractères s’épanouissent sur la Brie, proche de Château-Thierry, où l’été est assez chaud mais, les influences continentales relayant progressivement les influences océaniques affaiblies, l’hiver devient légèrement plus froid. Plus élevée, plus arrosée et plus fraîche aux sols imperméables, la Thiérache constitue un petit pays brumeux où l’hiver est la saison la plus arrosée, caractère qui s’esquisse déjà à Laon.
Le climat picard connaît donc des transitions selon un gradient longitudinal où les influences océaniques cèdent progressivement devant les tonalités plus continentales, et aussi selon un gradient latitudinal où vers le nord s’affirment les brumes, de courte durée certes mais fréquentes, et la diminution de l’ensoleillement. Localement, les zones abritées comme les environs de Montdidier, de Noyon ou certaines vallées plus ensoleillées ajoutent encore à la complexité du climat.
Hiver comme été, une coupure climatique s’installe entre Chantilly et Clermont, soulignant, là encore, l’existence d’une Picardie méridionale, un peu moins brumeuse et un peu plus ensoleillée, à côté d’une Picardie septentrionale, plus ventée, au temps davantage imprévisible et aux cieux encore plus animés.
Pour la ville de Soissons (98 m), les valeurs climatiques de 2011 à 2016 sont :
| Mois                              | jan. | fév. | mars | avril | mai | juin | jui. | août | sep. | oct. | nov. | déc. | année |
| --------------------------------- | ---- | ---- | ---- | ----- | --- | ---- | ---- | ---- | ---- | ---- | ---- | ---- | ----- |
| Température minimale moyenne (°C) | 0    | 4,4  | 2    | 10    | 15  | 19   | 25   | 23   | 17   | 7    | 3    | 0    | 5,7   |
| Température moyenne (°C)          | 2,3  | 6    | 9    | 15    | 20  | 25   | 33   | 28   | 26   | 18   | 12   | 3,2  | 9,7   |
| Température maximale moyenne (°C) | 7,2  | 10   | 15   | 21    | 25  | 32   | 35   | 32   | 24   | 19   | 8,7  | 6,5  | 13,6  |
| Précipitations (mm)               | 57,1 | 47,5 | 57,1 | 50,2  | 63  | 66,2 | 59,5 | 51,6 | 56,7 | 59,1 | 68,1 | 61,1 | 697,1 |

Pour la ville de Saint-Quentin, les valeurs d'ensoleillement de 1961 à 1990 (en nombre d'heures) sont :
| Mois          | Jan  | Fev  | Mar   | Avr   | Mai | Jui   | Jui   | Aou   | Sep   | Oct   | Nov  | Dec  | Année  |
| ------------- | ---- | ---- | ----- | ----- | --- | ----- | ----- | ----- | ----- | ----- | ---- | ---- | ------ |
| Saint-Quentin | 50.4 | 83.5 | 119.6 | 166.8 | 205 | 209.7 | 219.3 | 205.8 | 161.6 | 118.9 | 69.9 | 47.5 | 1658.2 |

## Hydrographie
Dans l’Aisne, trois grandes vallées (Marne, Vesle et Aisne) échancrent l’escarpement de la cuesta d’Île-de-France. La première rivière est un affluent de la Seine tandis que les deux dernières rejoignent l’Oise qui constitue le principal axe géomorphologique et hydrologique de la Picardie méridionale.
La Somme partage le département du même nom en deux, l’Authie constitue la limite avec le Pas-de-Calais tandis que la Bresle fait de même avec la Seine-Maritime. Et au sud-ouest, l'Epte fait la limite entre l'Oise et la Seine-Maritime et l'Eure.

## Utilisation des sols
L’ensemble de la Picardie est constitué essentiellement de terres arables (60 %) mais aussi de zones boisées (19 %), prés (12,1 %), terrains artificialisés (5,2 %), zones humides (1,6 %), friches et landes (1,5 %), enfin de cultures maraîchères et fruitières (0,6 %).

## Districts naturels ou petits pays
La Picardie peut être subdivisée en dix-huit régions naturelles ou petits pays soit six dans l’Aisne (le Vermandois, la Thiérache, le Marlois, le Laonnois, le Soissonnais débordant sur l’Oise et le Tardenois), sept dans l’Oise (l’Oise picarde, le pays de Bray, le pays de Thelle, le Vexin, le Beauvaisis, le Noyonnais et le Valois) et cinq dans la Somme (la Plaine Maritime Picarde du nom de Marquenterre, le Ponthieu, le Vimeu, l’Amiénois et le Santerre.

### Sources et bibliographie
- Flatrès P. (1980) Atlas et géographie du Nord et de la Picardie. Flammarion, Genève, 423 p.
- Minot M., Méléard M. & Dron M. (1982) Les petits pays de la Picardie. CNDP, CRDP Amiens, 294 p.
- Sueur F. (2007) Oiseaux de Picardie. Groupe Ornithologique Picard, Saint-Quentin-en-Tourmont.